# RAGE 怒り
『RAGE 怒り』（レイジ いかり、Rage）は、アメリカ合衆国のジャーナリストのボブ・ウッドワードがドナルド・トランプの大統領職務を記した書籍であり、2020年9月15日にサイモン&シュスターより発売された。本書は概ねトランプに対して批判的な内容であり、彼のCOVID-19パンデミックへの対応、ジム・マティスやダン・コーツといった軍幹部や高官との緊張関係、人種不安への対応、ロシアおよび北朝鮮の指導者との関係に焦点が当てられている。
本書のタイトルはウッドワードの2018年の著書『FEAR 恐怖の男 トランプ政権の真実』と同様、彼が2016年3月にトランプと交わした会話に由来している。ウッドワードが共和党には「多くの怒りや憤怒、苦悩」が存在すると主張すると、トランプは「私は人々の怒り（レイジ）を引き出す。怒りを引き出すんだ。つねにそうだった。それが長所なのか不都合なことなのかはわからないが、なんであろうと、私はそうする」と応えた。

## 背景
トランプはウッドワードに対し、2018年に出版された彼の前作『FEAR 恐怖の男 トランプ政権の真実』の執筆の際に対談の機会があったほうが好ましかったと語っていた。ホワイトハウス関係者は『ポリティコ』に対し、トランプのウッドワードへの尊敬の念は、『タイム』誌の表紙や『ニューヨーク・タイムズ』紙を重視する「1980年代の文化的な考え方」に根ざしたものであり、リチャード・ニクソンの辞任につながったウォーターゲート事件の暴露で果たした役割から、彼を「名の売れた人物」として尊敬するようになったと語った。元ホワイトハウス広報部長のアンソニー・スカラムーチは、ウッドワードは「50年にわたる大統領周辺の調査報道の金字塔」であり、トランプが「低IQの小さな蛾が炎に吸い寄せられる」ように『ニューヨーク・タイムズ』に惹かれており、「（トランプは）その人物と会話すれば、その人物を解明し、啓発し、気に入られると常に確信している」と述べた。
トランプは『RAGE 怒り』の執筆のためにウッドワードのインタビューを設定するように政権メンバーに働きかけ、上級顧問のジャレッド・クシュナー、元首席補佐官のミック・マルバニー、国家安全保障顧問のロバート・C・オブライエン、国家安全保障副顧問のマシュー・ポティンガーらが参加した。ホワイトハウス報道官のケイリー・マケナニーは、トランプがウッドワードに接触したのは彼が「歴史上最も透明性の高い大統領」だったからだと主張した。サイモン&シュスターは、本書は「数百時間に及ぶ直接の証人のインタビュー、関係者のメモ、電子メール、日記、カレンダー、機密文書」の成果であると述べている。
トランプは本書のために、合計9時間に及ぶ18本のデジタルテープ録音によるインタビューに応じた。インタビューは大統領執務室で実施され、また夜間に電話でも行われた。トランプは本書の出版時期について何度も側近に尋ねたと報じられている。トランプは後に本書を「またしても政治的な攻撃作品だ」と非難した。

## 内容
本書ではトランプと北朝鮮指導者の金正恩との一連の親書が描写されるなど、アメリカ合衆国と北朝鮮の緊張関係が記されている。これらの親書の中で金正恩はトランプとの初期の会談を「ファンタジー映画の一場面を髣髴とさせる」と美辞麗句で表現している。この緊張緩和は二国間の核戦争の可能性に対するパニックの直後に湧き上がった。ウッドワードはトランプの弾劾や彼のロシア当局との共謀疑惑など、世界の指導者たちとの緊張関係を本書の焦点とする一方、COVID-19パンデミックが政権に与える影響にも触れており、トランプは国家安全保障問題担当大統領補佐官のロバート・オブライエンからパンデミックが「（トランプの）大統領在任中、最大の国家安全保障関連の脅威になるでしょう」と意見されていた。 
トランプはCOVID-19が一般的なインフルエンザの5倍「致死的」である可能性を認識していたにもかかわらず、アメリカ人の公衆衛生に与える脅威について「つねに軽く見せたかった」とウッドワードに語っている。トランプは「いまも控え目にしたいと思っている。パニックをおこしたくないからだ」と続けた。本書はウッドワードがトランプを「この重職（ジョブ）には不適格だ」と評価して締めくくられている。

## 評価
『ポリティコ』のナンシー・クックとアレックス・トンプソンは、トランプが「大統領を失脚させ、過去半世紀にわたって半ダースの政権を記録してきた男に自分が取り入ることができると信じていた」が、本書の暴露は「トランプ・ホワイトハウスを慌てさせ、側近たちはもともと困難な再選レースにさらなる混乱を巻き起こしたことで、予想通りの結果が生じたとして、互いを非難しあった」と述べた。
ウッドワードは、アメリカ合衆国におけるCOVID-19パンデミックについてのトランプの考え方を本書の発売前に公表しなかったことで批判を受けた。ウッドワードはインタビューで、本書はニュース記事よりも多くの内容を提供可能であり、「私が抱えていた最大の問題、これはトランプに関するいつもの問題であるが、それが真実かどうかわからないことだ」、「もし彼が2月に知っていたことを当時記事にしていたとしたら、それは我々が知らなかったことを何も語っていなかったことになる」と述べた。

## 書籍情報
- Woodward, Bob (2020). Rage. New York: Simon & Schuster. ISBN 978-1-9821-3173-9. OCLC 1153498447

### 日本語版
- ボブ・ウッドワード 著、伏見威蕃 訳『RAGE 怒り』日本経済新聞出版、2020年12月4日。ISBN 978-4532176945。